# Passiflora obovata
Passiflora obovata Killip – gatunek rośliny z rodziny męczennicowatych (Passifloraceae Juss. ex Kunth in Humb.). Występuje naturalnie w Ameryce Środkowej.

## Rozmieszczenie geograficzne
Rośnie naturalnie w Meksyku, Belize, Gwatemali, Hondurasie, Nikaragui oraz Kostaryce.

## Morfologia
PokrójLiany o smukłych pędach.
LiścieNaprzemianległe, proste, całobrzegie. Mają jajowaty kształt z zaokrąglonym wierzchołkiem. Mają długość około 10 cm.
KwiatyMałe. Działki kielicha mają żółtawozieloną barwę. Płatki są nieobecne.
OwocMają czarną barwę.